# Туризм в Нафталане
Нафталан — город-курорт в Азербайджане, известный своей лечебной нефтью. Туризм здесь имеет преимущественно медицинскую направленность: лечение хронических заболеваний проводится в местных санаториях.

### Профиль лечения
Нафталан применяется при:
- заболеваниях опорно-двигательного аппарата (артрит, артроз, остеохондроз);
- кожных болезнях (псориаз, экзема);
- гинекологических и урологических нарушениях;
- заболеваниях нервной системы (невриты, невралгии).

Процедуры включают:
- нафталановые ванны и аппликации;
- физиотерапию;
- массаж, ЛФК;
- лабораторные и инструментальные обследования.

### Туристическая статистика
По данным за 2023 год:
- 76% — граждане Азербайджана;
- 11% — туристы из России;
- 7% — из Казахстана;
- 5% — из других стран СНГ;
- 1% — из прочих стран (Турция, ОАЭ, Саудовская Аравия, Индия, Пакистан и др.).

Средняя продолжительность пребывания — 10–20 дней. Основной туристический сезон: апрель – октябрь.

### Доступность
- Ближайшие аэропорты:
  - Гянджа — 72 км;
  - Баку — 357 км.
- Железнодорожное сообщение: скоростной поезд по маршруту Баку–Гянджа, ближайшая станция Геран.
- На апрель 2025 года:  Из-за продлённого карантина по COVID-19 для иностранных граждан действует только авиасообщение, наземные границы закрыты.

### Достопримечательности
- Музей костылей — экспозиция из тысяч костылей, оставленных выздоравливающими пациентами.
- Парк Победы — благоустроенная зелёная зона с памятниками павшим в Первой и Второй Карабахских войнах солдатам.
- Парк Наримана Нариманова — общественное пространство, посвящённое политическому деятелю Азербайджана.
- Парк имени Гейдара Алиева — крупнейший городской парк с аллеями, фонтанами и монументом.